# 대한민국의 지상작전사령관
다음은 역대 대한민국 육군 지상작전사령관(大韓民國陸軍地上作戰司令官)·지상군구성군사령관의 목록이다.

## 역할
전방 지상작전을 통합지휘하는 작전사령부이며, 전시작전통제권을 조기 전환받기 위해 한국군 주도의 한미연합자산을 통제할 수 있는 지상군구성군사령부 역할도 병행한다.

## 역대 사령관
| 정부        | 대수 | 성명           | 계급 | 출신        | 임관      | 임기                    | 비고                       |
| ----------- | ---- | -------------- | ---- | ----------- | --------- | ----------------------- | -------------------------- |
| 문재인 정부 | 초대 | 김운용(金雲龍) | 대장 | 경남 합천군 | 육사 40기 | 2019.1.1 ~ 2019.4.15    |                            |
| 문재인 정부 | 2대  | 남영신(南泳臣) | 대장 | 울산광역시  | 학군 23기 | 2019.4.16 ~ 2020.9.23   | 대한민국 육군참모총장 임명 |
| 문재인 정부 | 3대  | 안준석(安浚晳) | 대장 | 서울특별시  | 육사 43기 | 2020.9.24 ~ 2022.5.26   |                            |
| 윤석열 정부 | 4대  | 전동진(全東鎭) | 대장 | 전남 영암군 | 육사 45기 | 2022.5.26 ~ 2023.10.30  |                            |
| 윤석열 정부 | 5대  | 손식(孫湜)     | 대장 | 부산광역시  | 육사 47기 | 2023.10.30 ~ 2024.10.04 |                            |
| 윤석열 정부 | 6대  | 강호필         | 대장 | 경남 남해군 | 육사 47기 | 2024.10.04 ~            |                            |